# Crkva sv. Antuna Padovanskog u Gustelnici
Crkva sv. Antuna Padovanskog je katolička crkva u naselju Gustelnica koje je u sastavu grada Velika Gorica i zaštićeno kulturno dobro

## Opis dobra
Crkva sv. Antuna Padovanskog u Gustelnici smještena je na blagoj uzvisini uz glavnu cestu. Sagrađena je 1888. prema nacrtima Hermana Bollea na mjestu starije građevine. To je jednobrodna drvena crkva s nižim i užim svetištem zaključenim trostranom apsidom. Ispred glavnog pročelja nalazi se trijem na četiri rezbarena stupa nad kojim se uzdiže pravokutni tornjić. Pokrivena je dvostrešnim krovištem. Nad lađom se nalazi tabulat, a svetište ima drveni svod s rebrima. Crkva i njezin inventar oblikovani su u zagrebačkoj Obrtnoj školi u stilu tradicijskog graditeljstva s historicističkim elementima. Predstavlja vrijedan primjer drvene sakralne arhitekture turopoljskog kraja.

## Zaštita
Pod oznakom Z-3527 zavedena je kao nepokretno kulturno dobro - pojedinačno, pravna statusa zaštićena kulturnog dobra, klasificirano kao "sakralna graditeljska baština".